# اچ‌ام‌سی‌اس آلبرنی (کی۱۰۳)
اچ‌ام‌سی‌اس آلبرنی (کی۱۰۳) (به انگلیسی: HMCS Alberni (K103)) یک زیردریایی بود که طول آن ۲۰۵ فوت (۶۲٫۴۸ متر) بود. این زیردریایی در سال ۱۹۴۰ ساخته شد.